# Ysysmo
Ysysmo (estilizado en mayúsculas) es el cuarto álbum de estudio del rapero YSY A. Se lanzó el 11 de noviembre de 2022 distribuido por ONErpm. El álbum fue lanzado completamente en solitario y con las producciones principalmente de Oniria y Baxian.

## Antecedentes y contexto
El nombre del álbum proviene de una de sus presentaciones en el Estadio Obras Sanitarias en mayo de 2022, dónde vecinos de la zona reportarían un "pequeño sismo" en los edificios de los alrededores del estadio, esto fue debido al baile de estilo "pogo" que se generó en la multitud que se encontraba en el show del artista.Desde ese momento, Acosta, se denomino como un "generador de sismos" en cada lugar que toca, esto también sucedió en México, por lo que tuvieron que cancelar una de sus actuaciones.
El álbum fue realizado en el mes de agosto de 2022, en alrededor de un mes y medio, momento en el que Alejo dejó de hacer shows y reservo una suite presidencial en las cercanías del Obelisco de Buenos Aires dónde armo un estudio musical para crear el proyecto.

## Lanzamiento y recepción
El 5 de noviembre de 2022, YSY A, presentó el disco en el Complejo Art Media en la Ciudad de Buenos Aires. Finalmente el disco fue publicado el 11 de noviembre de 2022.
El álbum cuenta con doce sencillos, sin ningún featuring y colaboraciones con los productores Oniria, Baxian, Club Hats, Yesan, Evlay, RucciVazquez, Lisan y Koki.Todas las canciones centradas en el Trap latino, pero también fusionando el techno, tango y folclore argentino con instrumentos como guitarras, bandoneón, flautas, vientos, entre otros.

"Logré dejar plasmado ese triángulo amoroso -soledad, amor, sexo- que puede atravesar una persona. Ese tema no tiene batería, que nunca explota, con la guitarrita y una recitada al viento, que te genera un vacío con una poesía que habla desde la soledad. Igual, siempre tratando de ver el vaso lleno. Que sea una canción que te emocione, pero que no te tumbe más. Que pienses en la soledad, pero con esperanza. Me gusta como desafío poder transformar y transmutar sentimientos tal vez tristes en algo que sea una linda pieza para disfrutar. En lo personal, no me siento solo, aprendí a convivir con la soledad."
YSY A sobre «Pa' esta soledad» y el álbum en general para Infobae

Al día 15 de noviembre, a tres días de su lanzamiento, únicamente en Spotify contaba con más de 17 millones de reproducciones. El rapero llegó a posicionar todas las canciones de su disco entre el top 1 y 20 del ranking de Spotify Argentina,también fue el álbum de un artista argentino con mejor debut en Spotify.En las páginas top de compilaciones web la recepción del álbum fue un 3,50/5 estrellas en RYM y un 72/100 en AOTY, muchos fanáticos lo catalogaron como el mejor proyecto del artista.El álbum estuvo 3 semanas seguidas en los charts de España, ubicando su peak máximo en el puesto 26.

## Gira internacional
El viernes 25 de noviembre de 2022 hizo su primer presentación del disco en Córdoba, donde agotó las localidades.En diciembre hizo tres fechas en el Estadio GEBA a estadio lleno los días 2, 3 y 7, con una capacidad aproximada de 20 mil personas por día.El show contó con invitados como Duki, Neo Pistea, Bhavi, El Doctor, Sixto Yegros, entre otros.La gira continuó a lo largo de 2023, finalizando en septiembre de ese año en España.

## Lista de canciones
Tracklist de YSYSMO
Todas las letras escritas por Alejo Nahuel Acosta Migliarini.
| N.º | Título                       | Música                                                         | Duración |  |
| 1.  | «RELOJES REVENTADOS»         | ONIRIA, Nicolás Tognola                                        | 2:40     |  |
| 2.  | «UOH OH OH»                  | BAXIAN, Pablo Benítez Nardin                                   | 1:25     |  |
| 3.  | «CUÁNTOS TÉRMINOS?»          | BAXIAN                                                         | 2:24     |  |
| 4.  | «CUÁNTO VALE HACER EL AMOR?» | ONIRIA, Lisan Beat, Yesan                                      | 2:37     |  |
| 5.  | «A POR TODO»                 | ONIRIA, Mateo Kastiello, Noelia Sinkunas, Pablo Benítez Nardin | 2:46     |  |
| 6.  | «CUÁL?»                      | Rucci Vásquez, Mateo Kastiello, Nicolás Tognola                | 2:32     |  |
| 7.  | «PA ESTA SOLEDAD»            | Yesan, Mateo Kastiello                                         | 3:14     |  |
| 8.  | «HERIDAS AL FUEGO»           | ONIRIA                                                         | 2:52     |  |
| 9.  | «TODO PAGO»                  | Halpe                                                          | 3:53     |  |
| 10. | «CÓMO CHILLA ELLA»           | Evlay                                                          | 2:14     |  |
| 11. | «UN PISO MÁS»                | CLUB HATS, KOKI, Javier Mayor                                  | 2:55     |  |
| 12. | «SER EL TRAP»                | BAXIAN, Noelia Sinkunas, Pablo Benítez Nardin                  | 2:59     |  |